# Отряд внутренней безопасности
Отряд внутренней безопасности (англ. Internal Security Unit) — подразделение контрразведки и допроса в структуре Временной Ирландской республиканской армии. Подчинялось Генеральной штаб-квартире ИРА, руководило Северным и Южным командованиями ИРА.

## Обязанности
1. Проверка характера новобранцев ИРА на безопасность и благонадёжность.
2. Сбор и анализ материала по проваленным или скомпрометированным операциям ИРА.
3. Сбор и анализ материала по подозрительным или компрометирующим лицам (информаторам).
4. Допрос и запись показаний подозреваемых и скомпрометированных лиц.
5. Осуществление наказаний в отношении признанных виновными (в том числе и смертной казни).

## Полномочия
Отряд внутренней безопасности имел абсолютный доступ к членам ИРА, структуре и ресурсах, необходимых для выполнения боевых задач. Решения отряда мог отменить только Военный совет ИРА. Все показания Отряд мог оформлять в печатном виде и составлять листовки для пропаганды идеологии ИРА.

## Примеры деятельности
- Разговор с волонтёром ИРА, попавшимся в руки служб безопасности или осознанно перешедшему на сторону противника. Проводился также в том случае, если операция оказывалась под угрозой либо же был риск раскрытия тайника с оружием.
- Организация военно-полевых судов согласно «Зелёной книге».
- Проверка личных дел членов ИРА (в том числе активных деятелей Шинн Фейн) для подтверждения или опровержения обвинений в их адрес.